# Todd Williamson
Todd Williamson (Cullman, 24 gennaio 1964) è un pittore statunitense, esponente dell’Espressionismo astratto contemporaneo.

## Sviluppo e influenze artistiche

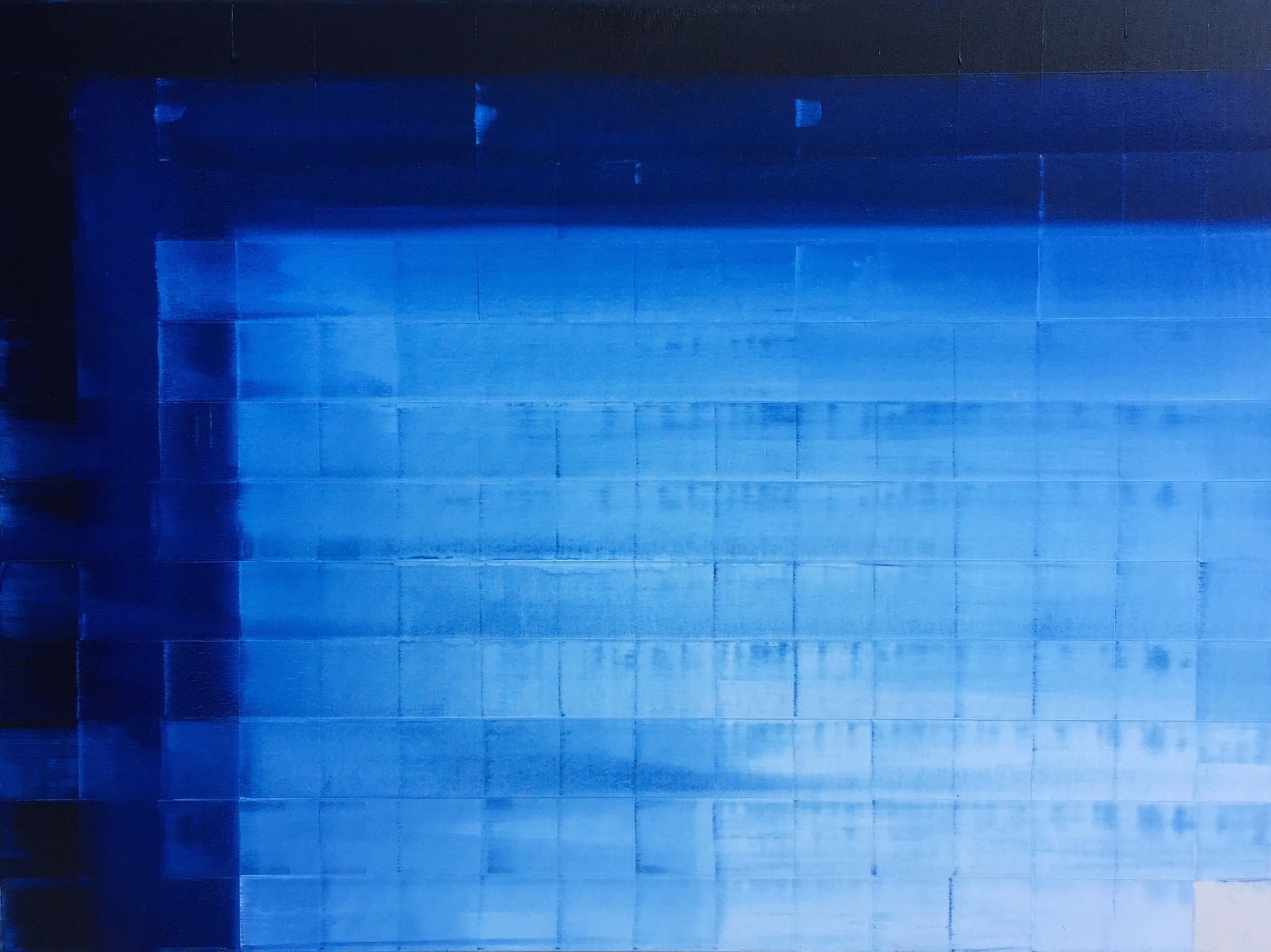
Searching the Void (2016)

Todd Williamson è nato e cresciuto a Cullman, Alabama. Ha iniziato la sua carriera artistica nel 1984, con studi di arte e musica alla Belmont University a Nashville, Tennessee. Nel 1986, Williamson venne selezionato dall’Università dell'Alabama a Birmingham per lavorare per un anno presso il loro teatro. Successivamente, è tornato alla Belmont University, dove ha concluso il suo programma di studi con il BA nel 1988. L’anno seguente, Williamson si è spostato in California, dove ha studiato presso la California State University e la UCLA, lavorando per ottenere il MA. Dal 2004, Williamson lavora come artista professionale a Los Angeles.
Oltre ad essere stimolato dai lavori di Mark Rothko, Ellsworth Kelly, Barnett Newman e Helen Frankenthaler. I suoi lavori includono elementi di Arte moderna con riferimenti alla tecnica del Chiaroscuro e al movimento del “California Light and Space” degli anni ’60 e ’70. Poiché Williamson è stato profondamente influenzato dai suoi primi studi musicali, le sue opere cercano di mostrare la connessione tra l’arte e l’espressione musicale, in modo tale da mostrare allo spettatore un’opera d’arte completa (Gesamtkunstwerk) di “arte musicale” o “musica visiva”.

## Stili e tecniche

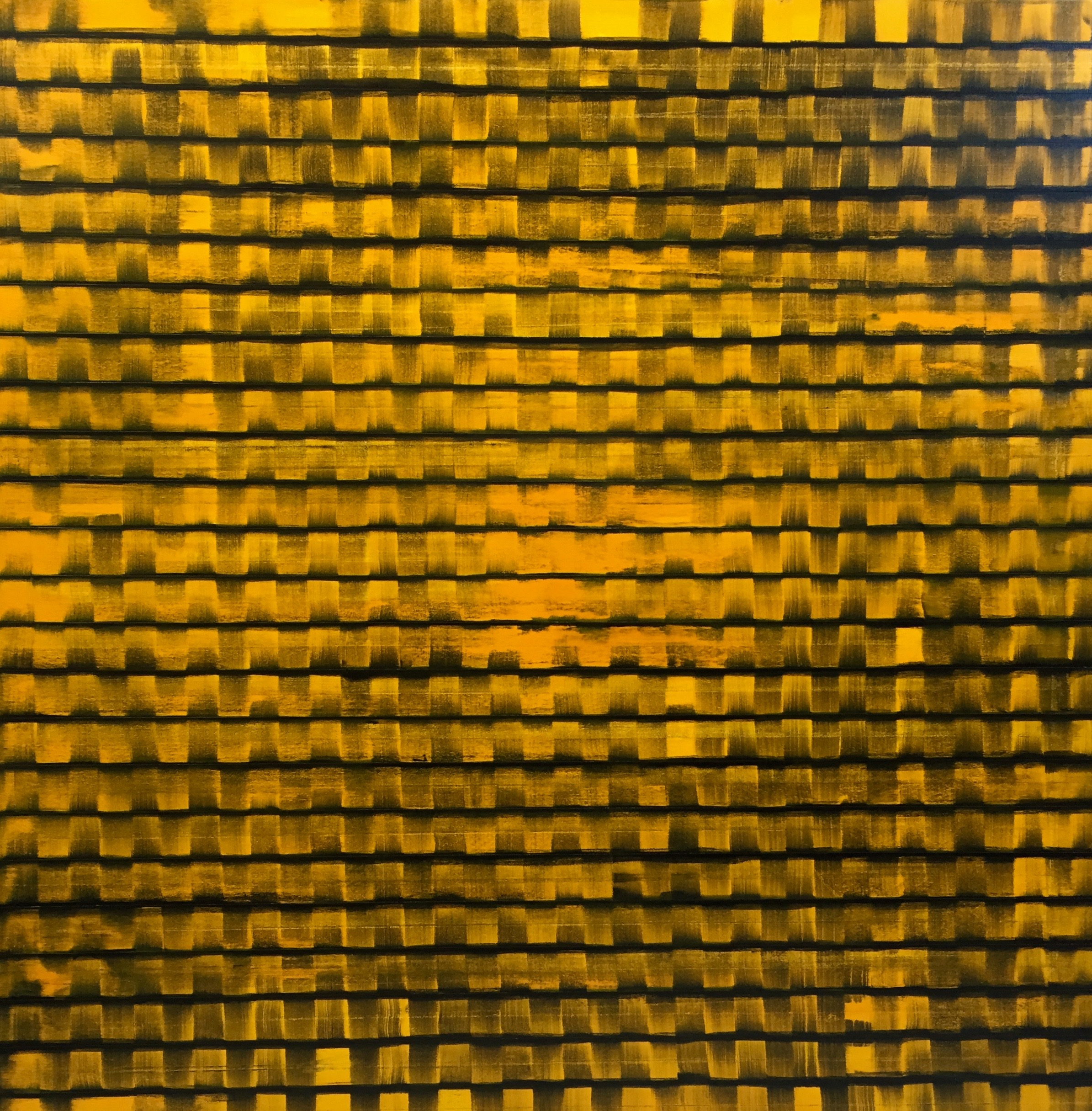
Chasing Butterflies (2015)

I quadri di Todd Williamson sono composizioni di colori strutturati, influenzati dall’Espressionismo astratto, e da uno sviluppo del cosiddetto Color field painting. Mentre il Color field painting ha un mercato di larga scala, campi riempiti in maniera omogenea, Williamson interpreta questo stile in una nuova maniera. Le sue opere sono maggiormente composte da griglie di colori multistrato che si differenziano simmetricamente l’una dall’altra oppure si intersecano l’una nell’altra. L’artista riesce ad ottenere questo effetto, utilizzando una varietà di spessori di pittura tanti quanti una serie di linee e griglie che crea una struttura per controllare il caos e l’emozione dei “painted color fields”, creando una superficie eterea e multilivello. I confini che sono tipici del Color Field Painting diventano sfocati; al loro posto si ha l’impressione di un’opera completa che connette la struttura dello sfondo con il gioco di colori.
Williamson ha lavorato dapprima con l’arte figurativa e dal 1990 ha sviluppato opera mono-cromatiche che non sono necessariamente limitate dalla dominazione di un solo colore. Molte sue opere recenti sono comunque caratterizzate da linee parallele che si muovono in orizzontale, ma anche in direzione verticale. Inoltre, l’artista utilizza spesso contrasti sotto forma di linee che si dividono in buio e luce, che dividono la sua opera aggiungendo e sottrendo luce, come l’anacrusi e la fine di una partitura. Williamson in questa maniera cerca di creare un ponte tra la pittura espressionista e l’espressionismo musicale.

## Mostre
Le opere di Todd Williamson sono state esposte in più di 60 mostre in tutto il mondo, e, nel 2015, è stato incluso nella collezione permanente di Pio Monte della Misericordia dove per un periodo di tempo, è stato appeso vicino alle Sette Opere della Misericordia di Caravaggio.
Inoltre, singole esposizioni a Napoli, Milano, Montréal, Parigi, Roma e Venezia, esposizioni congiunte sono state tenute ad Abu Dhabi, Berlino, Shangai e Pechino insieme ad artisti come Ed Ruscha, Jenny Holzer, Chuck Close e Robert Ryman. Williamson ha anche realizzato un certo numero di opere pubbliche, come il SunAmerica Center a Century City, Los Angeles, il California Bar Association, l’Aeroporto Internazionale di Nashville e l’Hotel e Casinò Aria a Las Vegas.

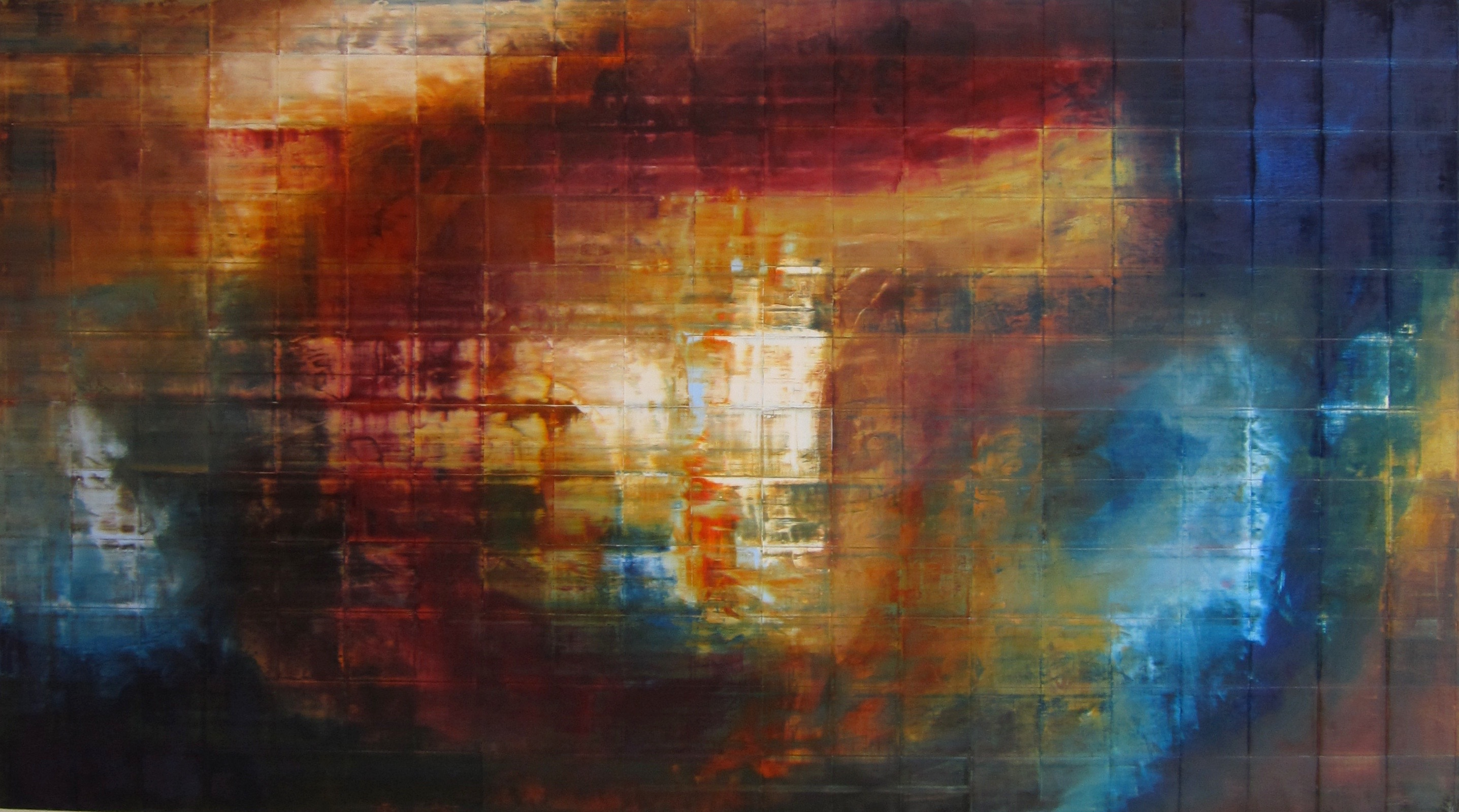
Another Reason (2014)
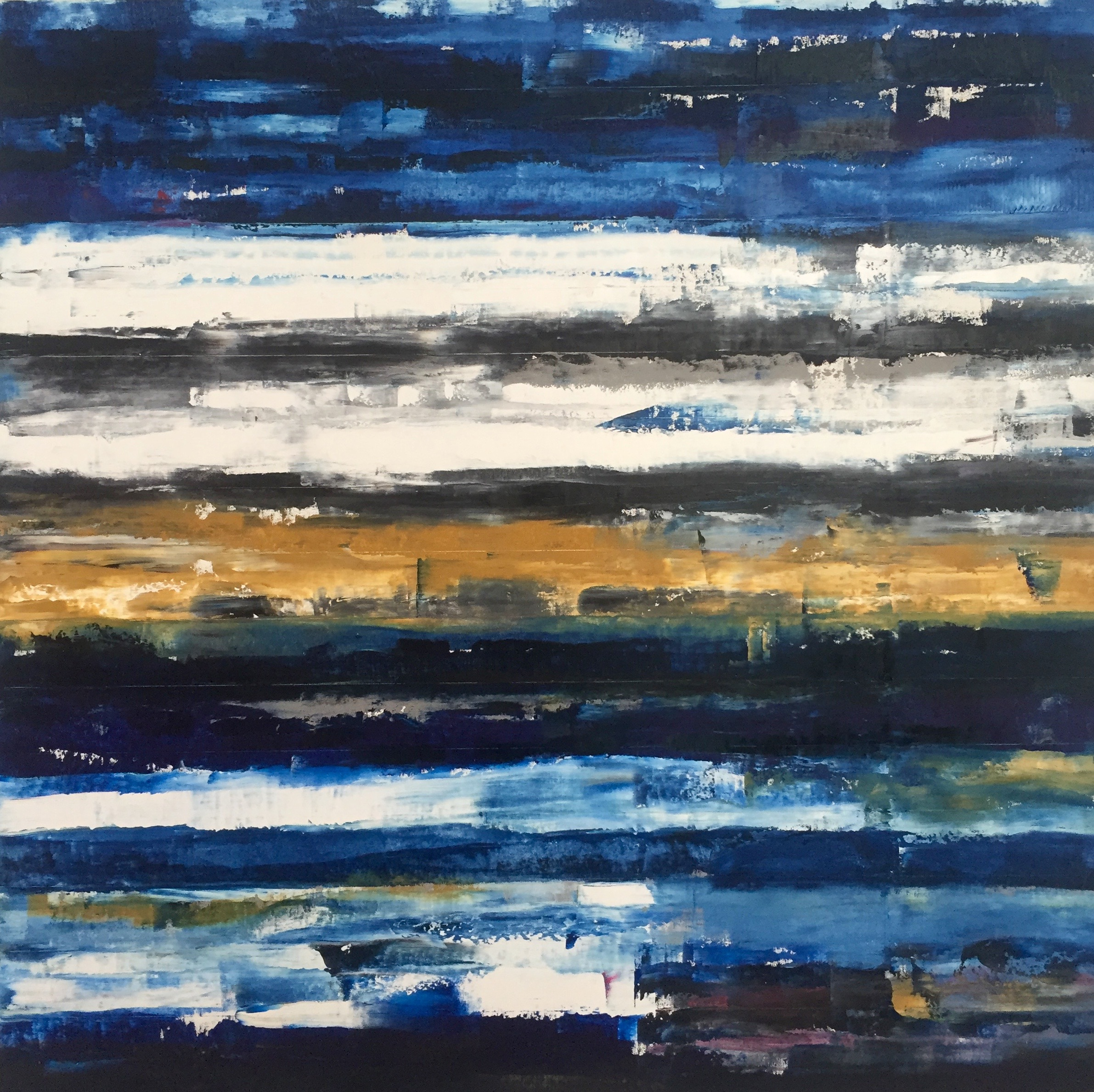
Tiny Buddha (2016)
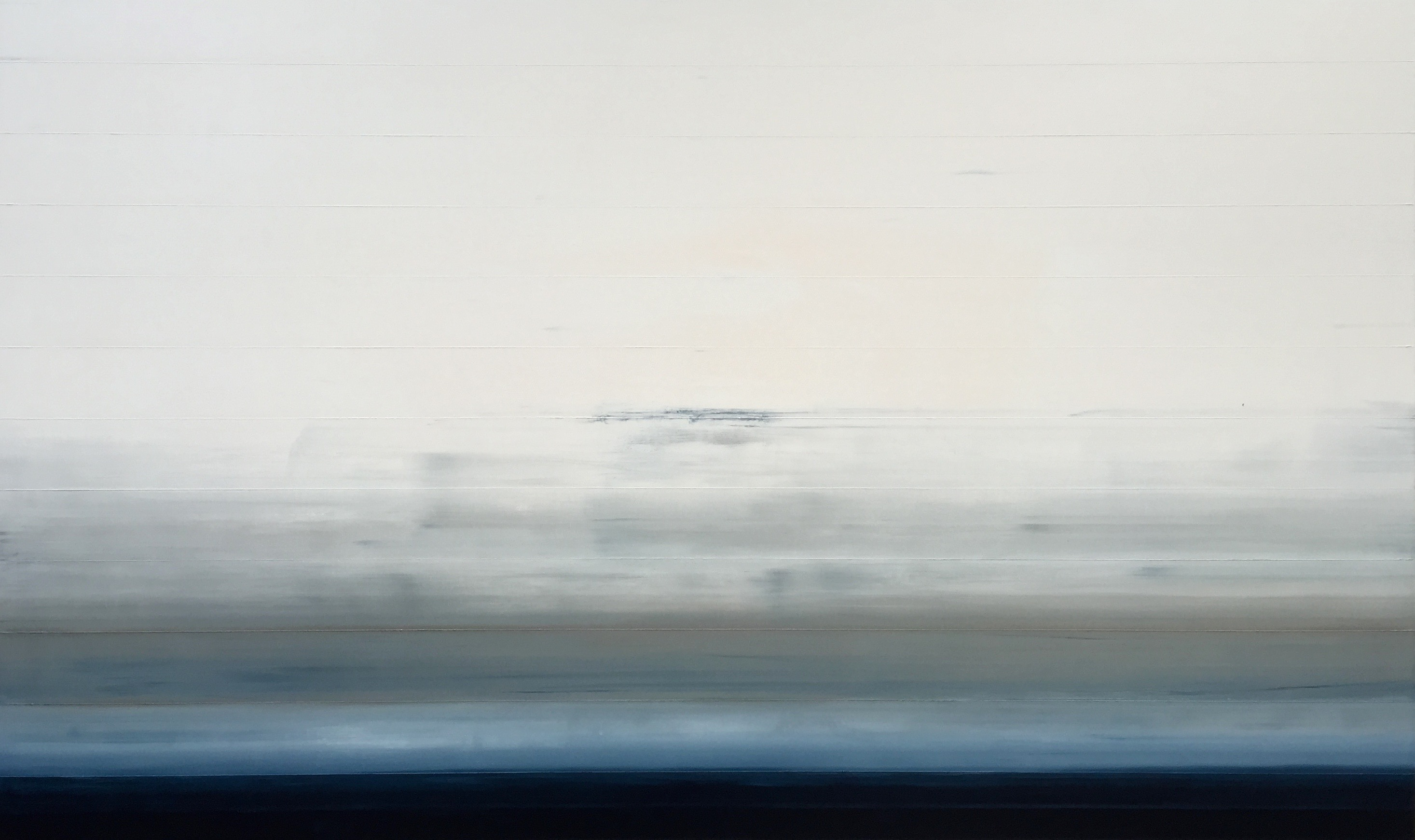
Fallout (2015)
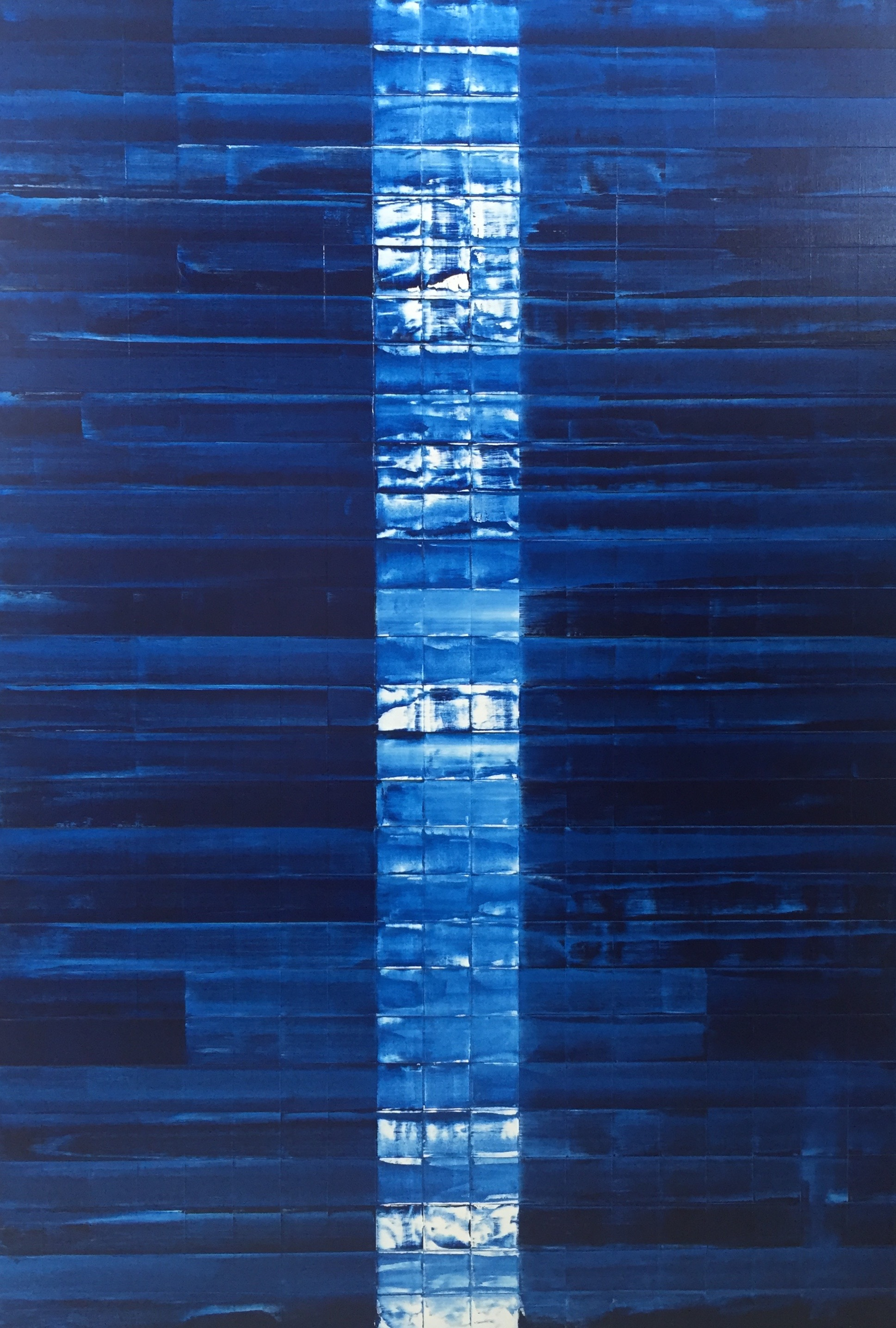
People Throw Rocks (2016)
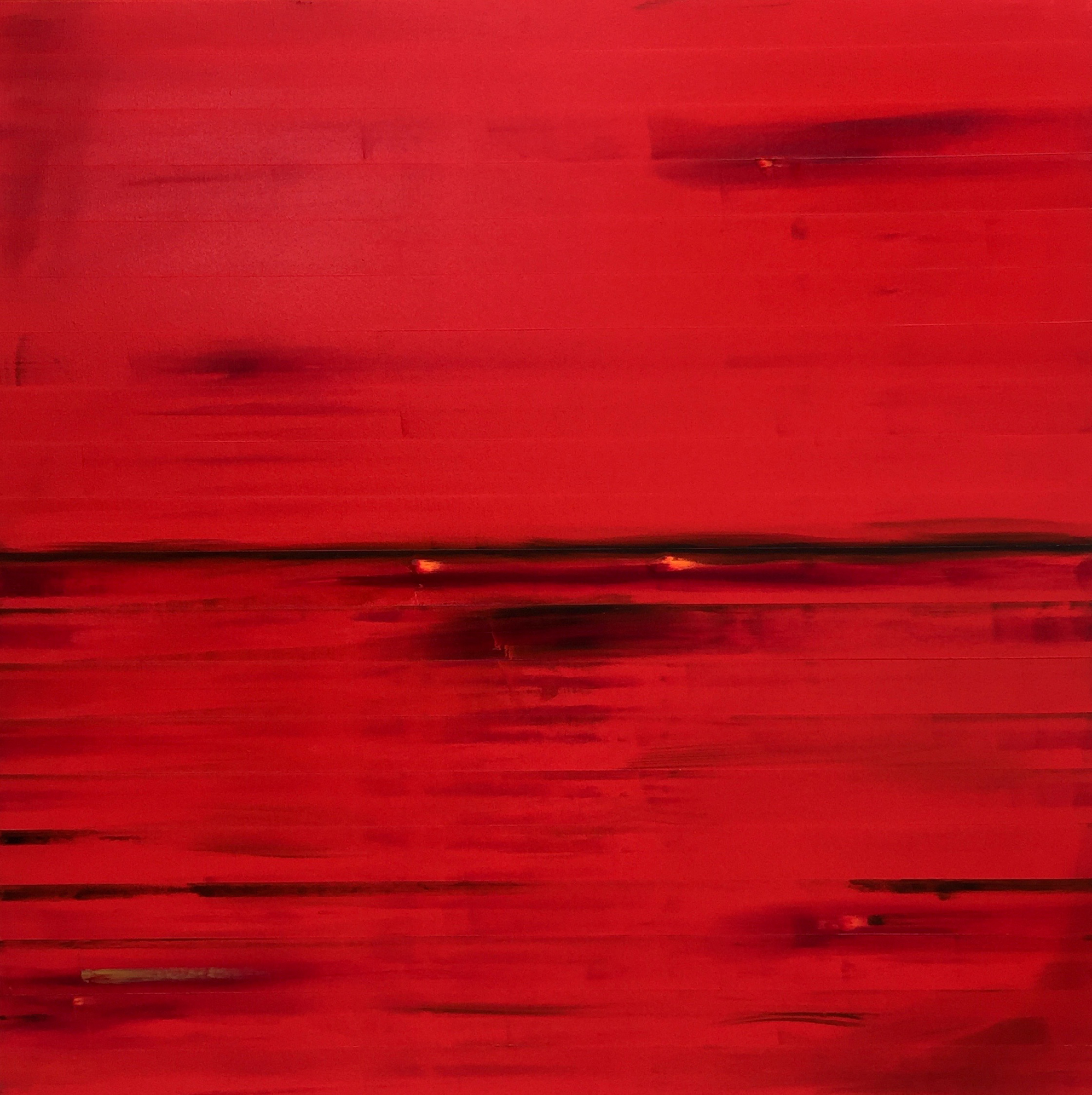
Creating Mischief (2016)
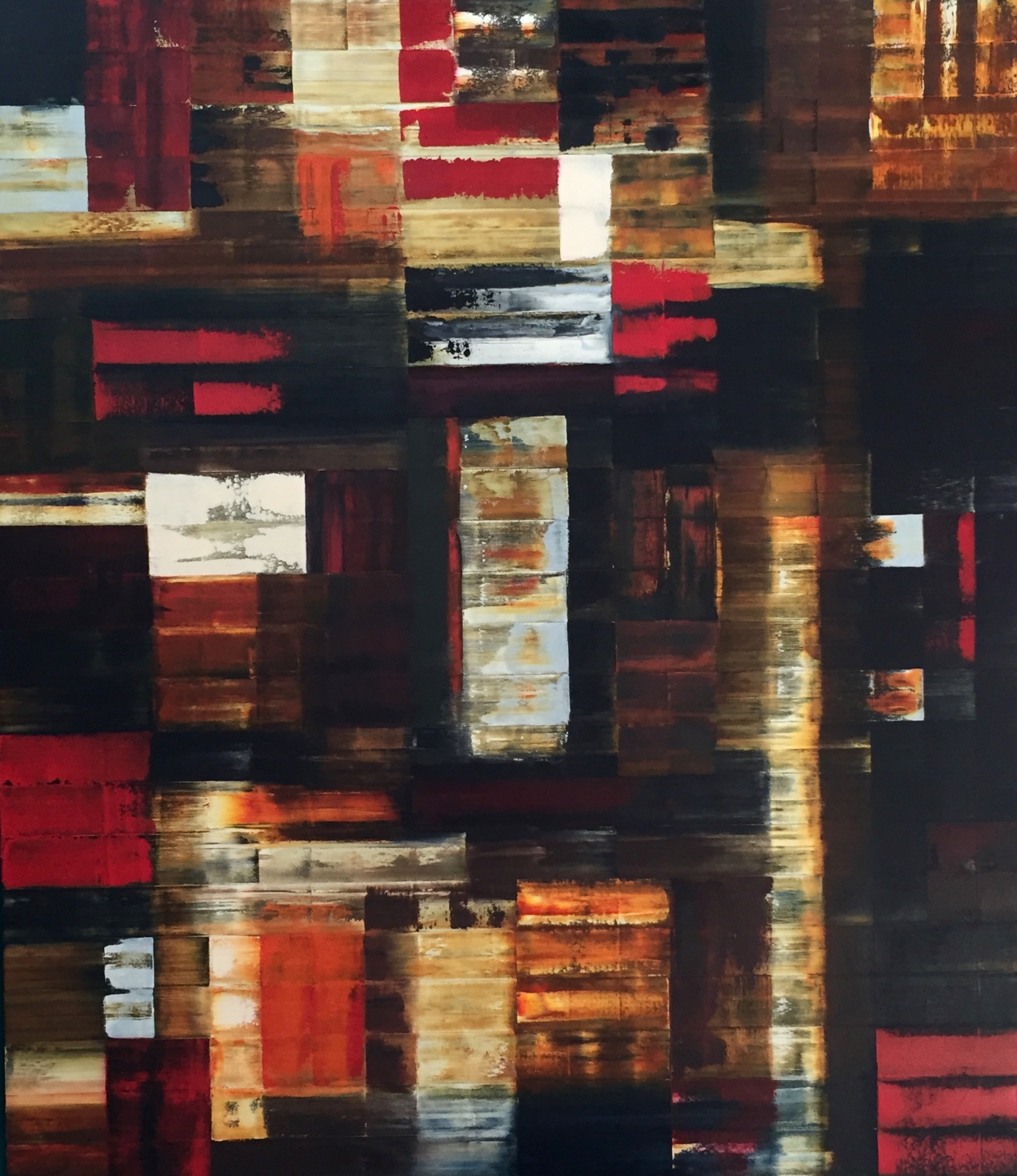
Counting on Forever (2016)

## Opere in collezioni pubbliche
- Museo Pio Monte della Misericordia, Napoli
- MAUI Museum, Teano
- Contemporary Art Museum (CAM), Napoli
- The Ritz-Carlton, Los Angeles
- SunAmerica Center, Century City, Los Angeles

## Premi e riconoscimenti
- 2019 Pollock-Krasner Foundation - Pollock Prize for Creativity, New York
- 2015 Bluduemila Associazione Sporte & Arte - Best Foreign Artist, Napoli
- 2010 Pollock-Krasner Foundation - Award Grant, New York
- 2010 ART 1307 Istituzione Culturale - Artistic Merit Award, Napoli
- 2010 Artslant International - Abstract Showcase Award Winner
- 2007 Curators Choice Award "Spectrum" - micromuseum, New York

## Letteratura
- 2015 Roberta Andolfo: How far can music and painting touch each other? In: ilpickwick dal 1 dicembre 2015
- 2015 Nicolas Marlin and Sara Lee Burd: Todd Williamson Creates Zone of Tranquility at the Rymer, in: The Huffington Post dal 20 aprile 2015
- 2015 Il Mattino: Napoli: To See the Music, To Listen to Color, 26 novembre 2015